# Johan Stockmarr
Johan Carl Ludvig Stockmarr, född 1823 i Köpenhamn, död 1895, var en dansk klarinettist. Han var bror till Ferdinand Stockmarr.
Stockmarr var lärjunge till Mozart Petersen och vikarierade från sina yngsta år för denne i Det Kongelige Kapel, av vilket han blev medlem 1847. Posten som förste klarinettist ärvde han efter sin lärare vid dennes död 1874 och drog sig tillbaka 1886.